# 소형준
소형준(蘇珩準, 2001년 9월 16일~)은 대한민국의 야구 선수로 현재 KBO 리그 kt 위즈의 투수로 활동하고 있다.

## 아마추어 경력
유신고등학교 3학년 때 황금사자기 전국고교야구대회에서 5경기에 등판해 평균자책점 0.73을 기록했다. 결승전에 선발 등판해 5.1이닝 무실점을 기록했고 팀은 창단 이후 첫 우승을 했다. 시상식에서 그는 최우수선수상과 수훈상을 받았다. 이후 청룡기 전국고교야구 선수권대회 결승전에서 구원 등판해 2이닝 무실점을 기록했다. 프로에 지명되기 전까지 12경기에 등판해 34.1이닝, 2승, 37탈삼진, 평균자책점 0.26을 기록했다.

## 프로 선수 경력
2019년 7월 1일에 kt 위즈에게 1차 지명됐고, 계약금 3억 6,000만원에 입단하였다.
2020년 5월 8일 두산전에서 선발 등판하며 데뷔 첫 경기를 치렀고, 경기에서 5이닝 2실점을 기록하며 승리 투수가 됐다. 이는 역대 8번째 고졸 투수 데뷔전 승이었다. 5월 15일 삼성과의 경기에서도 승리 투수가 됐는데 이는 역대 3번째 고졸 투수 데뷔전 포함 2경기 연속 승이다. 6월 26일 한화와의 경기에서 2.2이닝 6실점으로 패전 투수가 됐고 다음날 1군 엔트리에서 제외됐다. 2주 휴식 후 7월 11일 삼성전에 선발 등판했고, 6이닝 3실점(2자책점)을 기록하며 QS를 달성했다. 9월 12일 한화 이글스와의 경기에서 시즌 두 자릿수 승을 기록했다. 이 승리로 류현진 이후 14년만에 고졸 신인 선수 두 자릿수 승을 기록했다. 11월 9일 두산 베어스와의 플레이오프 1차전에 선발 등판하며 포스트시즌 데뷔전을 치렀고, 경기에서 6.2이닝 3피안타, 무실점을 기록했지만 팀이 패배하며 빛이 바랬다.

## 국가대표팀 경력
2019년 7월 제29회 U-18 야구 월드컵 엔트리에 선발됐다. 2019년 8월 30일 네덜란드와의 개막전에서 선발 등판했고 6이닝 무실점, 5탈삼진을 기록했다. 이후 한일전에 선발 등판했는데 상대 선발 투수 사사키 로키는 1이닝만 소화한 후 교체됐고, 그는 6.2이닝 7피안타, 무사사구, 8탈삼진, 2실점을 기록했다. 호주와의 동메달 결정전에서는 마무리 투수로 등판해 세이브를 기록했고 동메달을 획득했다.
같은 해 8월 27일에 2019년 아시아 선수권 대회 참가 명단 선발되면서 처음으로 대한민국 성인 대표팀에 발탁되었다. 중국과의 첫 경기에 선발 등판해 4.1이닝 5피안타, 3탈삼진, 2볼넷, 2실점을 기록했다. 패전 투수가 되지는 않았지만 팀은 패배했다. 중국전 패전은 14년 만의 기록이다. 이후 대만전에도 선발 등판했으나 3.2이닝 4실점으로 패전 투수가 되며 결승 진출에 실패했다. 동메달 결정전에서 중국에게 지며 메달 획득에 실패했다.
2023년 1월 2023년 월드 베이스볼 클래식에 참가하는 대한민국 대표팀에 발탁되어 프로 선수가 된 후 처음으로 대한민국 국가대표팀에 합류했다.

## 별명
- 경기에서 호투할 때 그의 성인 '소'의 반대인 '대'를 이름에 붙여서 '대형준'이라고 부른다.

## 수상
- 제 73회 황금사자기 전국고교야구대회 최우수선수상[2]
- 제 29회 U-18 야구 월드컵 동메달[16]

## 출신 학교
- 경기 호암초등학교 (의정부리틀)
- 경기 인창중학교
- 유신고등학교

## 통산 기록
| 연도 | 팀명  | 평균자책점 | 경기 | 완투 | 완봉 | 승 | 패 | 세 | 홀 | 승률  | 타자 | 이닝 | 피안타 | 피홈런 | 볼넷 | 사구 | 탈삼진 | 실점 | 자책점 |
| ---- | ----- | ---------- | ---- | ---- | ---- | -- | -- | -- | -- | ----- | ---- | ---- | ------ | ------ | ---- | ---- | ------ | ---- | ------ |
| 2020 | kt    | 3.86       | 26   | 0    | 0    | 13 | 6  | 0  | 0  | 0.684 | 572  | 133  | 141    | 6      | 45   | 6    | 92     | 63   | 57     |
| 2021 | kt    | 4.16       | 24   | 0    | 0    | 7  | 7  | 0  | 0  | 0.500 | 521  | 119  | 123    | 6      | 51   | 4    | 86     | 67   | 55     |
| 2022 | kt    | 3.05       | 27   | 0    | 0    | 13 | 6  | 0  | 0  | 0.684 | 703  | 171⅓ | 158    | 8      | 39   | 5    | 117    | 68   | 55     |
| 2023 | kt    | 11.45      | 3    | 0    | 0    | 0  | 0  | 0  | 0  | -     | 59   | 11   | 22     | 1      | 3    | 3    | 4      | 14   | 14     |
| 2024 | kt    | 3.24       | 6    | 0    | 0    | 2  | 0  | 0  | 0  | 1.000 | 30   | 8⅓   | 7      | 1      | 1    | 1    | 3      | 3    | 3      |
| 통산 | 5시즌 | 3.80       | 86   | 0    | 0    | 35 | 19 | 0  | 0  | 0.648 | 1885 | 442⅔ | 451    | 22     | 139  | 19   | 301    | 215  | 187    |

- 굵은 글씨는 해당 시즌 최고 기록